# Ägyptische Zahlschrift

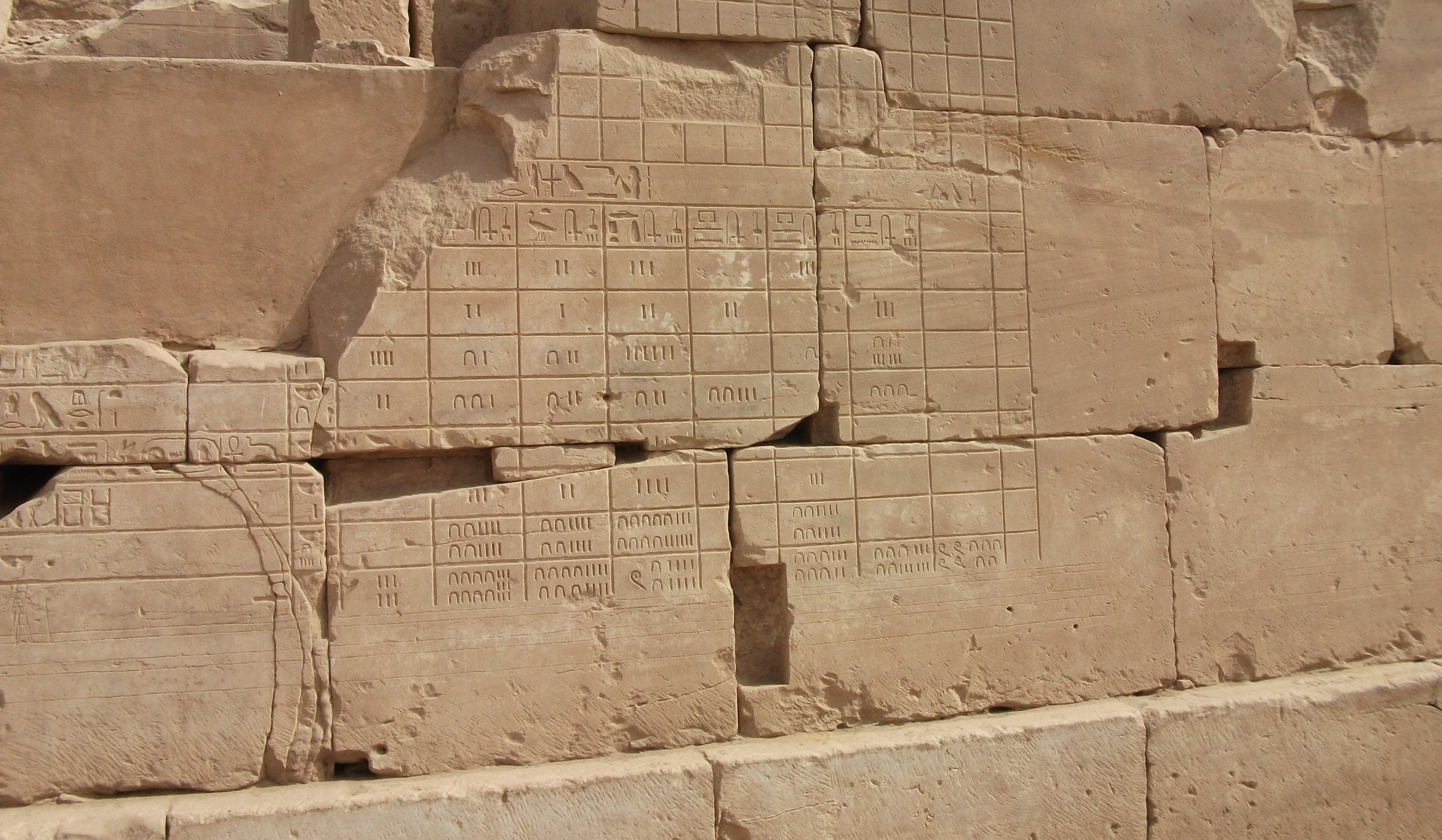
Zahlschrift im 3. Jahrtausend v. Chr. in Karnak Tempelanlage in Luxor

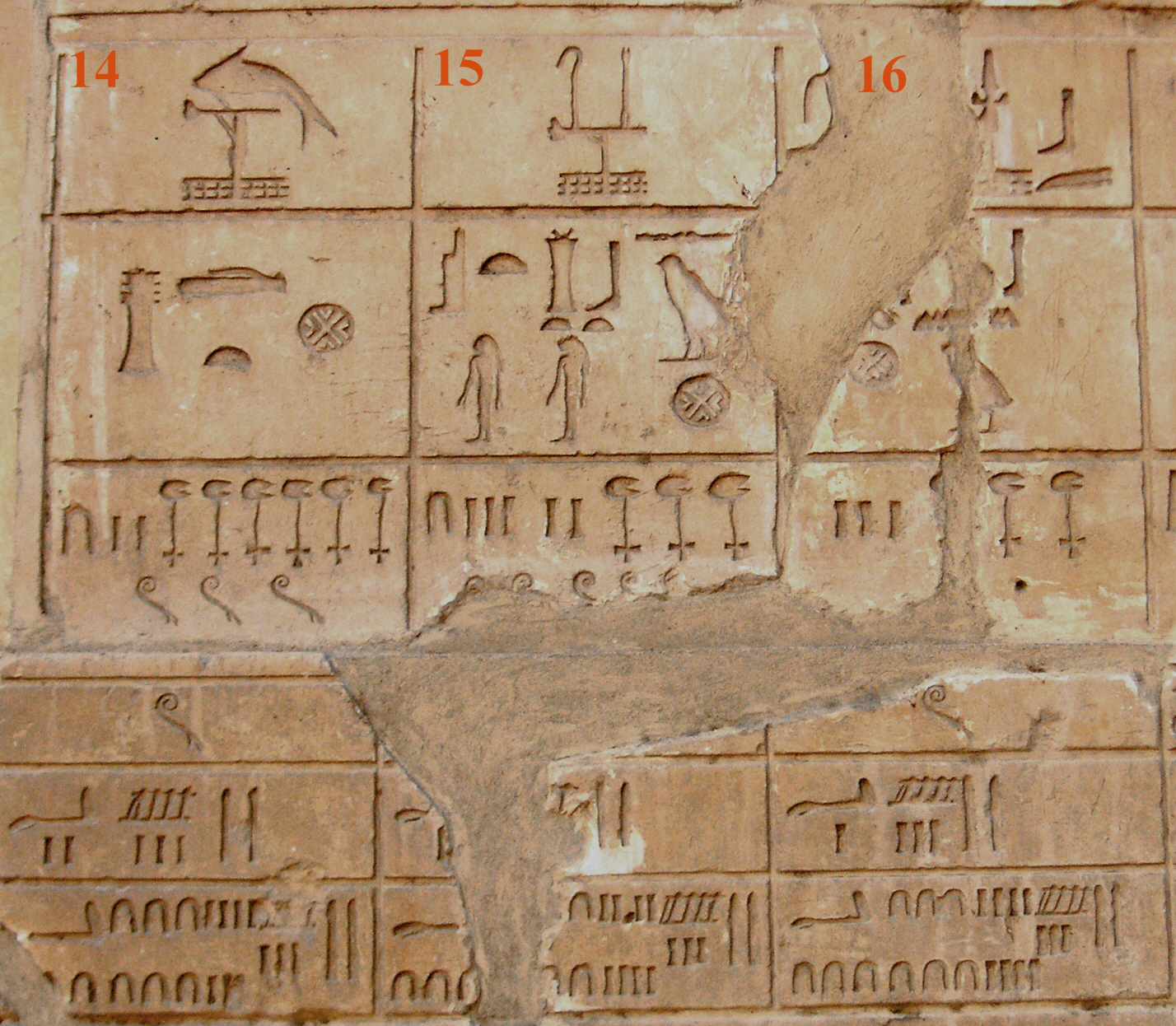
Nilfluthöhen in ägyptischer Zahlschrift auf der Weißen Kapelle des Sesostris I.

Die ägyptische Zahlschrift (auch ägyptische Ziffern oder Zahlzeichen genannt) ist eine seit Anfang des 3. Jahrtausends v. Chr. bezeugte hieroglyphische Zahlschrift, mit der positive rationale Zahlen (ganze und gebrochene) additiv geschrieben wurden. In ihrer Weiterentwicklung zur hieratischen Zahlschrift traten ab Mitte des 3. Jahrtausend an die Stelle dieser Zahlenhieroglyphen hieratische Kursivzeichen mit einer Vereinfachung des Prinzips additiver Zeichenwiederholung.

## Hieroglyphische Zahlschrift

### Natürliche Zahlen
Die Ägypter benutzten ein dezimales Zahlensystem, in dem es für jede Zehnerpotenz von 1 bis 1.000.000 ein eigenes Zeichen gab. Eine beliebige natürliche Zahl (positive ganze Zahl) schrieb man mit möglichst großen, der Größe nach geordneten Zehnerpotenzen, die man jeweils so oft angab, bis man mit deren Gesamtsumme die Zahl erhielt. Die Aussprache der Zahlen kann heute nur teilweise rekonstruiert werden, da in Inschriften meist nur die Zahlzeichen erscheinen, so ist es nicht mit Sicherheit bekannt wie Zehner und Einer kombiniert ausgesprochen wurden (fünfundzwanzig). Die wichtigen Zahlen lauten: wa 1; senu 2; chemet 3; fedu 4; diu 5; seresu 6; sefech 7; chemenu 8; pesedj 9; medj 10; djebaty 20 (unsicher); maba 30; hem 40; diyu 50; ser 60; sefech 70; chemen 80; pesdjeyu 90; schet 100.
| Z1 |

| Z1 |

| V20 |

| V20 |

| V1 |

| V1 |

| M12 |

| M12 |

| D50 |

| D50 |

| I8 |

| I8 |

| C11 |

| C11 |

Beispiel für die Zahl 305, mit drei Hunderterzeichen und fünf Einerzeichen:
| V1 | V1 | V1 | Z1 | Z1 | Z1 | Z1 | Z1 |

| V1 | V1 | V1 | Z1 | Z1 | Z1 | Z1 | Z1 |

| D35 |

| D35 |

 Ein Zeichen für „nicht vorhanden“ ist zwar ein logischer Fortschritt gegenüber der kommentarlosen Notierung von entweder vier oder nur drei Seitenlängen, aber etwas anderes als die Verwendung einer Null in der Notierung eines Zahlenwertes über von 10 oder darüber mittels eines Stellenwertsystems.

### Bruchzahlen
Um die Division vollständig durchführen zu können, verwendeten die Ägypter gemeine Brüche natürlicher Zahlen, die sie durch Summen von Stammbrüchen, d. h. Brüche mit dem Zähler 1, sowie vom Bruch 2/3 darstellten. Die Brüche gingen ursprünglich auf kleinere Maßeinheiten zurück.
Allgemeine Stammbrüche wurden geschrieben, indem man den Nenner unter das Bildzeichen des Mundes schrieb, das auch das Getreidemaß Ro (320 Ro = 1 Heqat) bedeutete und hieratisch mit einem Punkt, demotisch mit einem schrägen Strich abkürzt wurde, wobei aber der Nenner 2 für 2/3 benutzt wurde und für 1/2 nahm man das Bildzeichen der Hälfte. Zur Vereinfachung der Bruchrechnung legten die Ägypter Tabellen von Stammbruchzerlegungen allgemeiner Brüche an und benutzten Hilfszahlen, die den Zählern der heutigen Bruchrechnung entsprachen. In Anlehnung an die ägyptische Form werden Stammbrüche in lateinischer Umschrift heute durch den überstrichenen Nenner wiedergegeben und 2/3 durch eine doppelt überstrichene 3.
| D22 |

| D22 |

| Aa13 |

| Aa13 |

| r |

| r |

| Z1 | Z1 | Z1 |

| Z1 | Z1 | Z1 |

| r |

| r |

| Z1 | Z1 | Z1 | Z1 |

| Z1 | Z1 | Z1 | Z1 |

| r |

| r |

| Z1 · Z1 · Z1 · Z1 · Z1 · Z1 · Z1 · Z1 · Z1 |

| Z1 · Z1 · Z1 · Z1 · Z1 · Z1 · Z1 · Z1 · Z1 |

| r |

| r |

| V20 |

| V20 |

| r |

| r |

| V20 | Z1 |

| V20 | Z1 |

| r |

| r |

| V20 | Z1 | Z1 |

| V20 | Z1 | Z1 |

So wurde z. B. 5/12 wie folgt geschrieben:
| D21 · Z1 · Z1 · Z1 | D21 · V20 · Z1 · Z1 |

| D21 · Z1 · Z1 · Z1 | D21 · V20 · Z1 · Z1 |

Hatte der Nenner zu viele Ziffern, so wurde der Mund nur über die vorderen Ziffern des Nenners gesetzt:
| D21 · V1 · V1 · V1 | V20 · V20 · V20 · Z1 |

| D21 · V1 · V1 · V1 | V20 · V20 · V20 · Z1 |

## Hieratische und demotische Zahlschrift
Für den alltäglichen Gebrauch waren die Hieroglyphen jedoch zu umständlich zu schreiben, so trat neben sie schon ab Mitte des 3. Jahrtausends v. Chr. als ihre vereinfachte Form die hieratischen Schrift. Wiederholungen von Zahlzeichen wurden dabei jeweils zu einem einzigen Zeichen zusammengezogen. Im Ergebnis stand mit vier Zeichen für die Zehnerpotenzen 1, 10, 100 und 1.000 sowie 32 (4 mal 8) Zeichen für deren Vervielfachungen ein System von insgesamt 36 Zahlzeichen für die Schreibung der Zahlen 1 bis 9.999 zur Verfügung. Durch den Wegfall der Zeichenwiederholung ließ sich auf diese Weise eine vierstellige Zahl als Folge von maximal vier hieratischen Zahlzeichen statt maximal 36 hieroglyphischen Zeichen schreiben. Ab der Mitte des 7. Jahrhunderts v. Chr. fand eine weitere Vereinfachung zur demotischen Schrift statt. In Gebrauch blieben die hieratischen und die demotischen Zahlzeichen, bis sie in hellenistischer Zeit durch die griechischen Zahlen abgelöst wurden.